# Rhinogobius giurinus
Rhinogobius giurinus (ріногобіус гіурінус) — вид риб родини Оксудеркових (Oxudercidae). Поширена в солонуватих водах естуаріїв і в прісних водах річок в Китаї, Кореї, Тайваню, Японії та В'єтнаму. Морська / солонуватоводна /прісноводна субтропічна демерсальна риба, що сягає 8 см завдовжки.
Утримується в акваріумах. Рекомендовані умови утримання: температура 15—25 °C, pH 6,5—7,5, твердість 8—20°.